# Rengali Dam Projectship
Rengali Dam Projectship là một thị trấn thống kê (census town) của quận Anugul thuộc bang Orissa, Ấn Độ.

## Nhân khẩu
Theo điều tra dân số năm 2001 của Ấn Độ, Rengali Dam Projectship có dân số 8115 người. Phái nam chiếm 54% tổng số dân và phái nữ chiếm 46%. Rengali Dam Projectship có tỷ lệ 77% biết đọc biết viết, cao hơn tỷ lệ trung bình toàn quốc là 59,5%: tỷ lệ cho phái nam là 83%, và tỷ lệ cho phái nữ là 70%. Tại Rengali Dam Projectship, 9% dân số nhỏ hơn 6 tuổi.